# ماركو بوشيل
ماركو بوشيل (بالألمانية: Marco Büchel)‏ هو لاعب كرة قدم ليختنشتاني في مركز الوسط، ولد في 30 أغسطس 1979. شارك مع منتخب ليختنشتاين لكرة القدم.

## وصلات خارجية
- ماركو بوشيل على موقع قاعدة بيانات كرة القدم.إي يو (الإنجليزية)
- ماركو بوشيل على موقع ناشيونال فوتبول تيمز (الإنجليزية)
- ماركو بوشيل على موقع عالم كرة القدم.نت (الإنجليزية)